# 이지현 (1983년)
이지현(1983년 10월 12일 ~ )은 대한민국의  가수이다. 1998년 한일 합작 다국적 걸그룹 써클로 데뷔하여 활동해오다가 2000년 그룹 해체 이후 2001년 쥬얼리의 초창기 멤버로 활동했고 2006년 쥬얼리 탈퇴 이후부터는 배우로 활동한 바 있다.

## 학력
- 성포초등학교 (졸업)
- 관산중학교 (졸업)
- 일산동고등학교 (졸업)
- 경기대학교 다중매체학부 (학사)

## 연기 활동

### 드라마
- 2007년 SBS 아침연속극 《사랑하기 좋은 날》 ... 김수진 역
- 2015년 MBC 아침드라마 《내일도 승리》 ... 한세리 역

## 방송
- 2001년, 2002년, 2005년 KBS1 《가족오락관》
- 2002년, 2004년 KBS2 《TV는 사랑을 싣고》
- 2004년 KBS2 《쇼! 행운열차》 MC
- 2004년 ~ 2005년 SBS 《X맨》 (29기)
- 2006년 ~ 2007년 MBC 《행복주식회사》 MC
- 2015년 tvN 《엄마사람》
- 2021년 JTBC 《용감한 솔로 육아 – 내가 키운다》 패널
- 2022년 채널A 《요즘 육아 금쪽같은 내 새끼》 게스트, 스페셜 MC
- 2023년 TV조선 《퍼펙트 라이프》 게스트
- 2023년 유튜브 《롱롱언니 이지현》

## 음반
- 2023년 8월 4일 쥬얼리 해체 후 18년만에 첫 번째 싱글 앨범 게리롱 푸리롱 공개 및 솔로 가수로 컴백[1]

## 수상
- 2007년 SBS 연기대상 뉴스타상

## 가족 관계
- - 부모님
  - 오빠 : 이윤재
  - 딸 : 김서윤 (2013년 10월 8일 ~ )
  - 아들 : 김우경 (2015년 1월 3일 ~ )[2][3]